# Caracol comercial

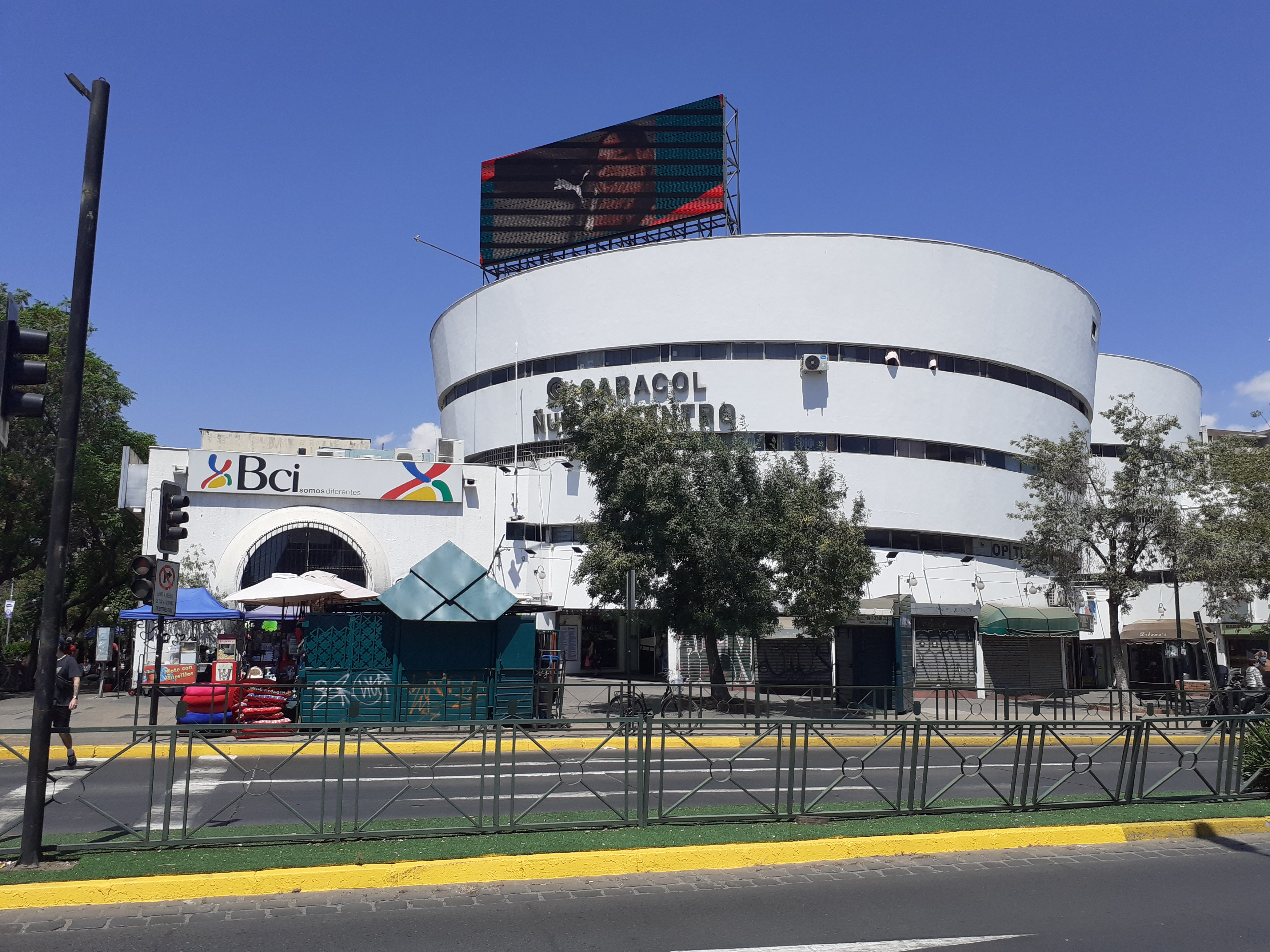
Caracol Ñuñoa Centro, Santiago

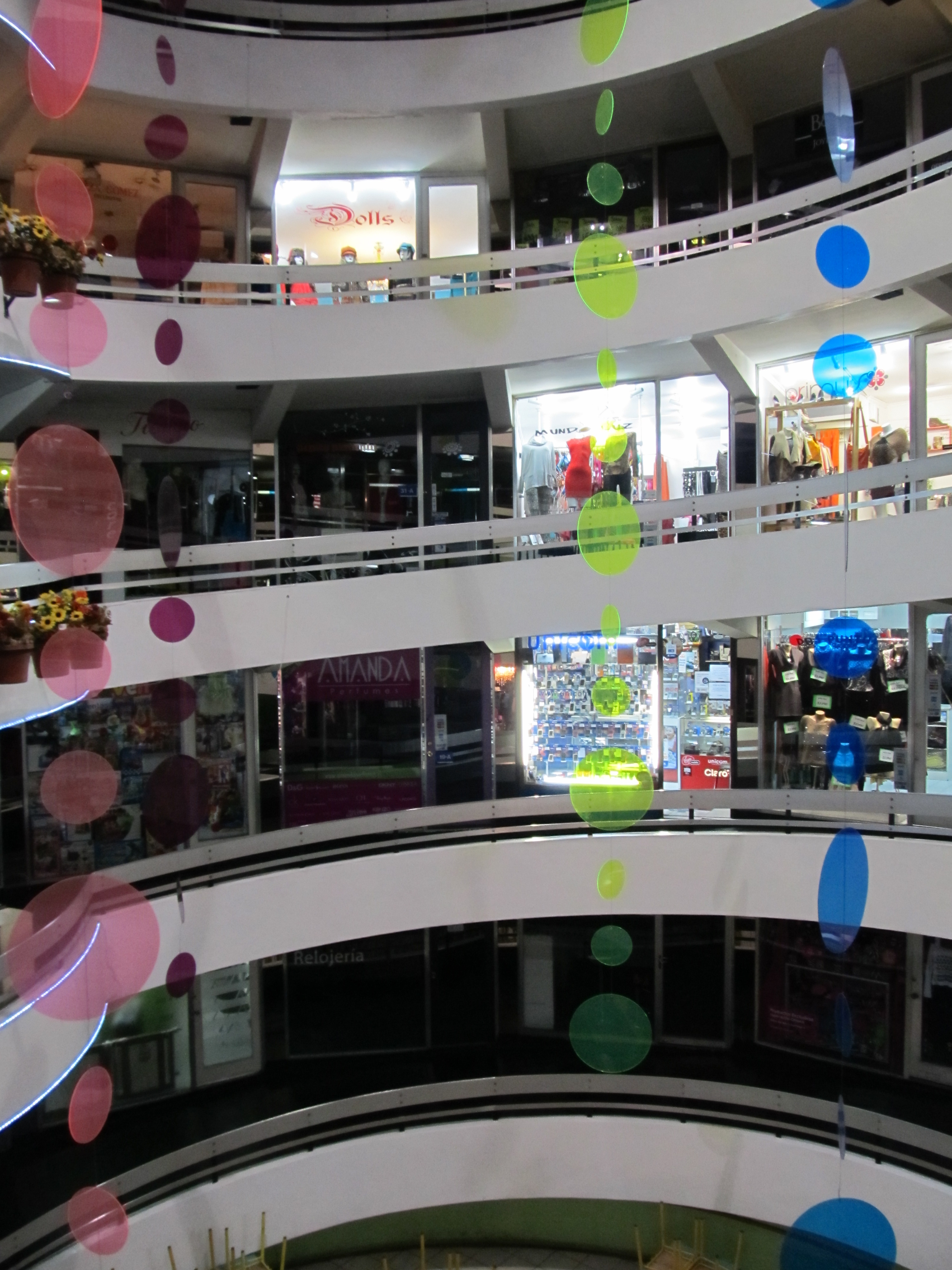
Centro Comercial Dos Caracoles en Providencia, Santiago

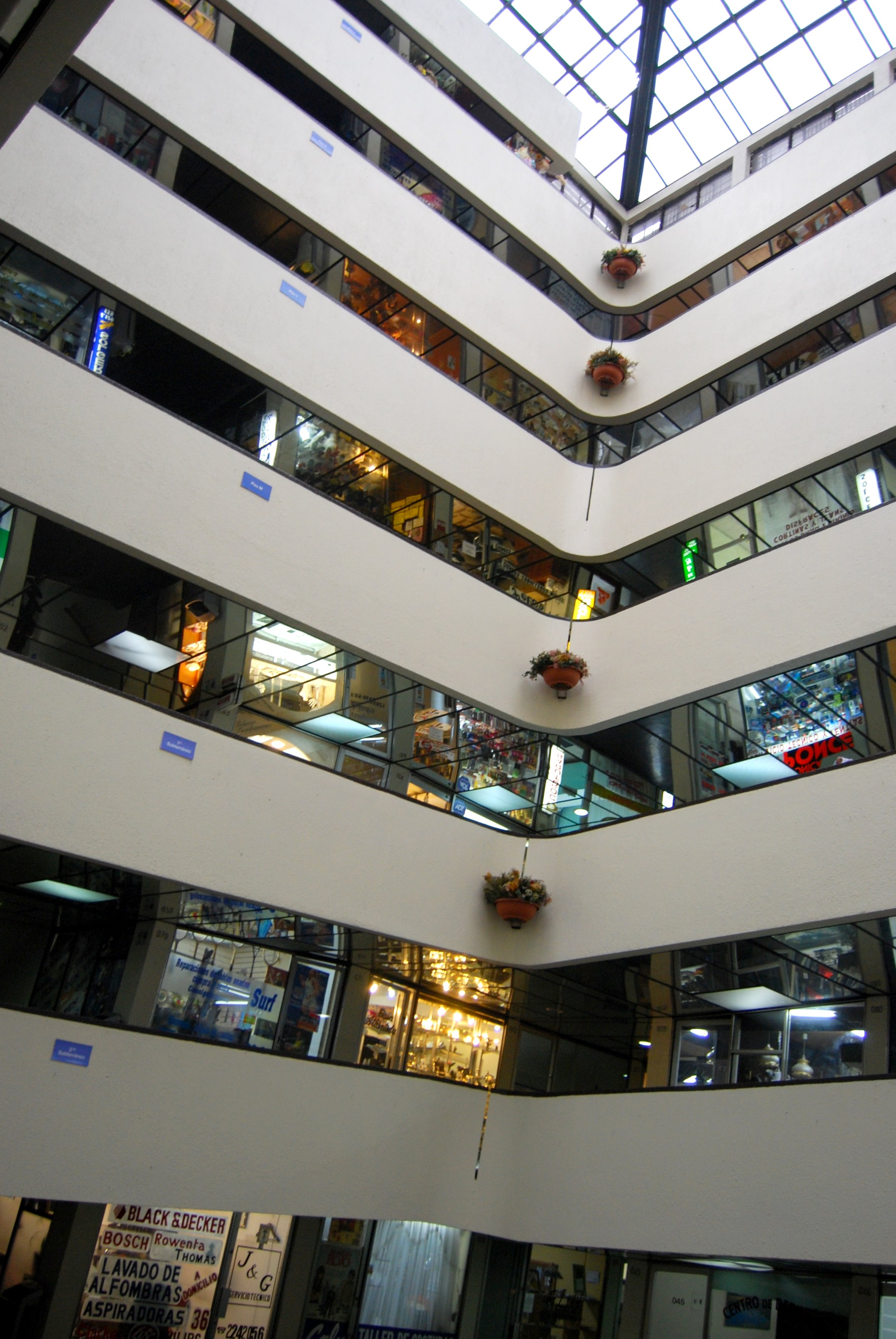
Galería Vip's en Las Condes, Santiago

El caracol comercial es un tipo de galería comercial que fue muy popular en Chile durante la década de 1970 y 1980. Su nombre deriva de su forma de construcción realizada en espiral (helicoidal), similar al de una escalera de caracol. Son considerados los antecesores de los mall en Chile.

## Historia
El primer caracol comercial construido en Santiago fue el Caracol Los Leones, ideado en 1974 por los arquitectos Osvaldo Fuenzalida, Melvin Villarroel y Eugenio Guzmán. Fuenzalida se inspiró en el Museo Solomon R. Guggenheim (1959) de Nueva York, Estados Unidos, diseñado por Frank Lloyd Wright, cuyo concepto de espiral había sido aplicado tempranamente por Lloyd en el diseño de una tienda de San Francisco (California) llamada V. C. Morris Gift Shop (1948).
Luego del Caracol Los Leones, otros centros comerciales similares surgieron en Santiago, de la mano de la oficina de arquitectos de Sergio Larraín García-Moreno, Ignacio Covarrubias y Jorge Swinburn. Entre ellos estuvieron el Centro Comercial Dos Caracoles —que tiene la particularidad de ser un caracol doble— y el Portal Lyon en Avenida Providencia (ambos inaugurados en 1978), la Galería Plaza de Armas y el Caracol Los Pájaros.
El siguiente paso fue expandirse a regiones, donde se construyeron en ciudades como Antofagasta (Caracol Centenario), La Serena (Caracol Colonial), Viña del Mar (Edificio Carrusel), Valparaíso, Quillota, Rancagua (Edificio Cobrecol), Curicó (Paseo Yungay), Talca, Temuco (Edificio Policentro) y Punta Arenas (Caracol Austral). Entre 1976 y 1981 se construyeron más de 15 caracoles comerciales en todo Chile. Sin embargo, la llegada del formato mall a Chile iniciada en 1982 con el Parque Arauco marcaría la decaída en la construcción de nuevos caracoles en Chile.

## Caracoles comerciales en Chile
| Ciudad       | Nombre                            | Inauguración           | Arquitecto                                                         |
| ------------ | --------------------------------- | ---------------------- | ------------------------------------------------------------------ |
| Antofagasta  | Caracol Centenario                | 9 de diciembre de 1980 |                                                                    |
| La Serena    | Caracol Colonial                  | 9 de junio de 1981     | Graña y Montero                                                    |
| San Felipe   | Caracol Los Portales              | 1980                   | Guillermo Montero y Luis Alberto Darraidou Arq.                    |
| Quillota     | Caracol Quillota                  |                        |                                                                    |
| Viña del Mar | Caracol Carrusel                  | 20 de abril de 1978    |                                                                    |
| Valparaíso   | Caracol Porteño                   | 16 de marzo de 1979    |                                                                    |
| Valparaíso   | Galería Beye                      | 7 de mayo de 1980      |                                                                    |
| Valparaíso   | Caracol Tres Palacios             | 15 de julio de 1981    |                                                                    |
| Santiago     | Caracol Los Leones                | 1974                   | Osvaldo Fuenzalida, Melvin Villarroel y Eugenio Guzmán             |
| Santiago     | Pirámide del Sol                  | 1976                   | Octavio Soto de Angelis                                            |
| Santiago     | Centro Comercial Dos Providencias | 1977                   | Alberto Fernández                                                  |
| Santiago     | Centro Comercial Dos Caracoles    | 1978                   | Sergio Larraín García-Moreno, Ignacio Covarrubias y Jorge Swinburn |
| Santiago     | Portal Lyon                       | 1978                   | Sergio Larraín García-Moreno, Ignacio Covarrubias y Jorge Swinburn |
| Santiago     | Caracol Ñuñoa Centro              | 1978                   | Sergio Larraín García-Moreno, Ignacio Covarrubias y Jorge Swinburn |
| Santiago     | Anfiteatro Comercial Alameda      | 1979                   |                                                                    |
| Santiago     | Galería Vip's                     | 1979                   | Sepp Michaeli, Ricardo Alegría                                     |
| Santiago     | Caracol Unión Latino Americana    | 1979                   | José Sepúlveda, Eugenio Orellana                                   |
| Santiago     | Caracol Lo Ovalle                 | 1980                   | Luis Alberto Darraïdou y Guillermo Montero                         |
| Santiago     | Plaza Lo Castillo                 | 1980                   | Boza y Asociados                                                   |
| Santiago     | Centro Comercial Eve              | 1981                   | Cristián Boza, Jorge Luhrs, Francisco Muzard                       |
| Santiago     | Galería Bandera Centro            | 1981                   | Sergio Larraín, Carlos Bolton, Luis Prieto, Armando Lorca          |
| Santiago     | Caracol Los Pájaros               | 1982                   | Sergio Larraín García-Moreno, Ignacio Covarrubias y Jorge Swinburn |
| Rancagua     | Edificio Cobrecol                 | 1979                   |                                                                    |
| Curicó       | Paseo Yungay                      |                        |                                                                    |
| Talca        | Caracol Policentro                | 12 de enero de 1981    |                                                                    |
| Chillán      | Caracol Primavera                 |                        |                                                                    |
| Concepción   | Edificio Caracol                  | 11 de agosto de 1980   |                                                                    |
| Los Ángeles  | Centro Español                    |                        |                                                                    |
| Puerto Montt | Edificio Caracol                  | 7 de diciembre de 1981 |                                                                    |
| Punta Arenas | Caracol Austral                   | 11 de febrero de 1980  |                                                                    |